# Карак-Сірми
Кара́к-Сірми́ (рос. Карак-Сирмы, чув. Карӑкҫырми) — присілок у складі Урмарського району Чувашії, Росія. Входить до складу Великояниковського сільського поселення.
Населення — 330 осіб (2010; 395 у 2002).
Національний склад:
- чуваші — 98 %